# Miguel Tacón y Rosique
Miguel Tacón y Rosique (Cartagena, 1777 — Madrid, 1855) foi um militar espanhol.
Governador de Popayán em 1809, quando as colônias espanholas na América começaram a levantar-se contra o governo peninsular. Combateu os patriotas insurretos, sendo derrotado em 5 de abril de 1811. Foi nomeado General de Brigada e se mudou para Madrid. Atuando em Málaga, foi promovido a Tenente General e foi enviado para governar Cuba, onde chegou em 7 de junho de 1834. O bom governo da ilha em assuntos cotidianos e obras públicas, sobretudo em Havana, ocultou seus atos despóticos e seu estímulo ao comércio de escravos. Em seu regresso à Espanha em 1852, durante o reinado de Isabel II, foi nomeado senador.